# Marché de Chorsu
Pour les articles homonymes, voir Chorsu (homonymie).
Le marché de Chorsu (en persan : بازار چارسو, en ouzbek : Чорсу бозор), également appelé Chorsu Bazar, est un bazar traditionnel situé au centre de la vieille ville de Tachkent, capitale de l'Ouzbékistan. Le bâtiment en forme de dôme de couleur bleue accueille des vendeurs de toutes les denrées courantes.

## Aperçu
Le marché de Chorsu est situé en face de la station Chorsu du métro de Tachkent, et non loin de la médersa Koukeldach. « Chorsu » est un mot persan, signifiant « carrefour » ou « quatre courants ».